# Бронт (Тексас)
Бронт (енгл. Bronte) град је у америчкој савезној држави Тексас. По попису становништва из 2010. у њему је живело 999 становника.

## Демографија
Према попису становништва из 2010. у граду је живело 999 становника, што је 77 (7,2%) становника мање него 2000. године.
| Група             | 2000.       | 2010.       |
| Белци             | 852 (79,2%) | 753 (75,4%) |
| Афроамериканци    | 0 (0,0%)    | 6 (0,6%)    |
| Азијати           | 0 (0,0%)    | 1 (0,1%)    |
| Хиспаноамериканци | 216 (20,1%) | 223 (22,3%) |
| Укупно            | 1.076       | 999         |